# Dado Pršo
Dado Pršo, właśc Miladin Pršo (ur. 5 listopada 1974 w Zadarze) – chorwacki piłkarz grający na pozycji napastnika.
Istnieją pewne rozbieżności co do pochodzenia Dado Pršo. Niektóre media podają, iż Pršo jest z pochodzenia Serbem. Jednak Pršo ciągle zaznacza, że jest Chorwatem i z Serbią „nie ma nic wspólnego”.

## Kariera klubowa
Pršo piłkarską karierę zaczynał w rodzinnym mieście, w 1991 roku trafił do klubu NK Zadar. Potem trafił do Hajduka Split, gdzie jednak nie poznano się na jego talencie i w 1992 roku grał już w zespole NK Pazinka z miasta Pazin, grającym w drugiej lidze. Jednak w ojczyźnie Pršo kariery nie zrobił, a grę w piłkę łączył z pełnoetatową pracą w zawodzie mechanika samochodowego.
W 1993 roku postanowił wyjechać z kraju na zachód, podobnie jak wiele tysięcy innych rodaków. Trafił do Francji. Zaczął amatorsko grać w piłkę w klubach z niższych ligi FC Rouen (1993–1995) oraz Stade Raphaëlois (1995–1996). W 1996 roku wypatrzył go ówczesny szkoleniowiec AS Monaco, Jean Tigana. Spodobała mu się gra Pršo i wziął go do swojego zespołu. Pršo jednak od razu nie trafił do pierwszej drużyny. Grał w 4-ligowych rezerwach klubu, a latem 1997 wypożyczono go do klubu z 3. ligi Ajaccio AC. Pierwszy sezon w zespole z Korsyki był dla Dado niezwykle udany. Jego 8 bramek przyczyniło się do awansu Ajaccio do Ligue 2. W 2. lidze Pršo także sobie poradził, Ajaccio zajęło 9. miejsce, a on z 13 golami na koncie był jednym z najlepszych strzelców w lidze.
W 1999 roku ściągnięto Pršo z powrotem do Monaco. Nie grał zbyt wiele i często wchodził na końcówki meczów, ale konkurencja w ataku Monaco była ogromna. Marco Simone, Ludovic Giuly czy David Trezeguet to uznane nazwiska i Pršo musiał ustępować im miejsca. Z takim właśnie atakiem Monaco zdobyło mistrzostwo Francji po 3 latach. Także w kolejnych sezonach Pršo był tylko rezerwowym. Sytuacja zmieniła się dopiero w sezonie 2002/2003, kiedy to trener ASM Didier Deschamps w końcu postanowił postawić na Dado, pomimo że ten opuścił część sezonu z powodu kontuzji. W kolejnym sezonie 2003/2004 Pršo został zapamiętany przede wszystkim dzięki świetnym występom w Lidze Mistrzów. Pomógł Monaco awansować aż do finału tych rozgrywek, w których Francuzi nie sprostali FC Porto przegrywając 0:3. W pamięci pozostanie także mecz z Deportivo La Coruña, wygrany przez Monaco 8:3 – Pršo zagrał kapitalny mecz zdobywając w swoje urodziny (5 listopada) aż 4 bramki.
Po tym sezonie Pršo zamienił Francję na Szkocję. Postanowił nie przedłużać kontraktu z Monaco i za darmo przeszedł do Rangers F.C. W pierwszym sezonie na Wyspach zdobył 18 bramek i po Johnie Hartsonie z Celtiku Glasgow był jednym z najlepszych strzelców ligi, a Rangersi zdobyli kolejne w historii mistrzostwo Szkocji. W kolejnym sezonie (2005/2006) już było gorzej, gdyż Rangers nie obroniło tytułu mistrza Szkocji, a co gorsza zajęło dopiero 3. miejsce w lidze, jednak do Pršo i tak nie można było mieć większych pretensji za grę.
Pršo w pewnym momencie kariery zaczął miewać szczególne problemy z nogami – jego kolana po każdym meczu stają się opuchnięte do tego stopnia, że przez kilka dni Pršo nie może normalnie trenować. Z tego powodu w 2007 roku był zmuszony zakończyć karierę.
| Sezon   | Klub         | Kraj    | Rozgrywki                         | Mecze | Bramki |
| ------- | ------------ | ------- | --------------------------------- | ----- | ------ |
| 1997/98 | Ajaccio AC   | Francja | 3. liga                           | 23    | 8      |
| 1998/99 | Ajaccio AC   | Francja | Ligue 2                           | 30    | 13     |
| 1999/00 | AS Monaco    | Francja | Ligue 1                           | 20    | 2      |
| 2000/01 | AS Monaco    | Francja | Ligue 1                           | 21    | 4      |
| 2001/02 | AS Monaco    | Francja | Ligue 1                           | 11    | 2      |
| 2002/03 | AS Monaco    | Francja | Ligue 1                           | 20    | 12     |
| 2003/04 | AS Monaco    | Francja | Ligue 1                           | 29    | 8      |
| 2004/05 | Rangers F.C. | Szkocja | Scottish Premier League           | 34    | 18     |
| 2005/06 | Rangers F.C. | Szkocja | Scottish Premier League           | 32    | 9      |
| 2006/07 | Rangers F.C. | Szkocja | Scottish Premier League           | 28    | 4      |
|         |              |         | Łącznie w Ligue 1                 | 101   | 28     |
|         |              |         | Łącznie w Scottish Premier League | 94    | 31     |

## Kariera reprezentacyjna
W reprezentacji Chorwacji Pršo zadebiutował 29 marca 2003 roku w wygranym 4:0 meczu z Belgią. Debiut nastąpił dość późno jak na zawodnika tej klasy, bo w wieku 29 lat. Został członkiem kadry na Euro 2004, gdzie był podstawowym napastnikiem Chorwacji i zagrał tam 3 mecze. Strzelił wtedy bramkę reprezentacji Francji. Pršo grał też na Mundialu w Niemczech, gdzie Chorwacja zagrała słabo i nie wygrała żadnego z 3 meczów – Dado rozegrał wszystkie w pełnym wymiarze czasowym (z Brazylią (0:1), z Japonią (0:0) i z Australią (2:2)), ale nie udało mu się zdobyć bramki. Po mistrzostwach Pršo postanowił, że kończy karierę w reprezentacji Chorwacji. W kadrze rozegrał 25 meczów i zdobył 8 bramek.